# Mamadi Souaré
Mamadi Souaré, né le 10 janvier 1971, parfois connu sous le nom de Passarella, est un entraîneur de football professionnel guinéen et ancien joueur qui a joué comme arrière droit. 
Il a joué pour l'équipe nationale de Guinée puis il l'a dirigé de 2009 à 2010.

## Biographie
Souaré a brièvement dirigé l'équipe nationale de football de Guinée pendant 8 mois de 2009 à 2010. En 2015, il est nommé directeur de la SAG Siguiri et rejoint Gangan en 2017.